# 吊刑广场

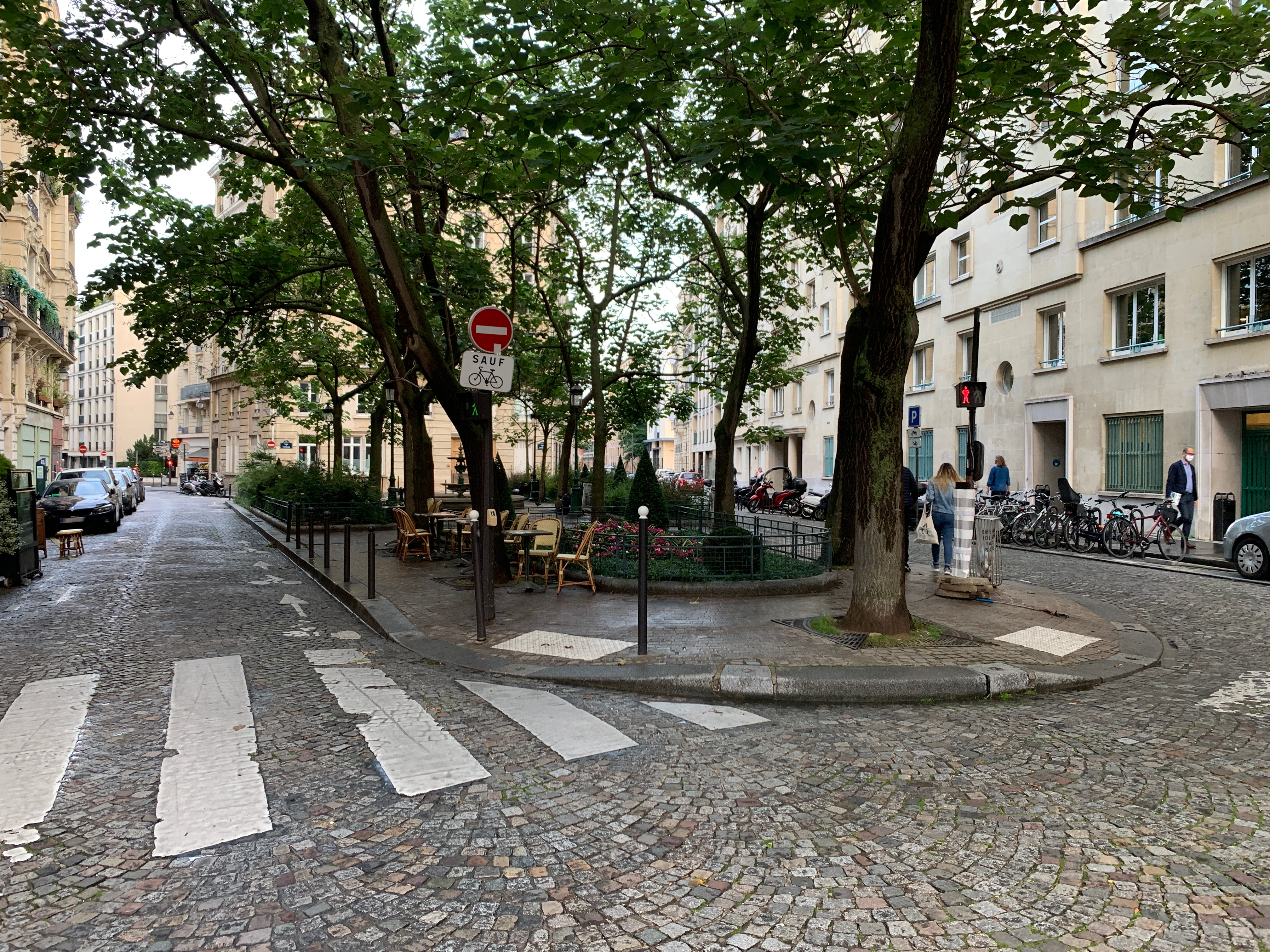
吊刑廣場（2021年7月）

吊刑广场（法語：Place de l'Estrapade）是法国巴黎第五区的一个三角形广场。吊刑路、洛蒙德路（Rue Lhomond）和福斯-圣雅克路（Rue des Fossés-Saint-Jacques）交汇于此。

## 名称
广场得名于吊刑，这是一种对逃兵的刑罚，直到18世纪末才废除。

## 历史
广场原名布拉克十字路口（Carrefour de Braque），place Neuve-de-Fourcy

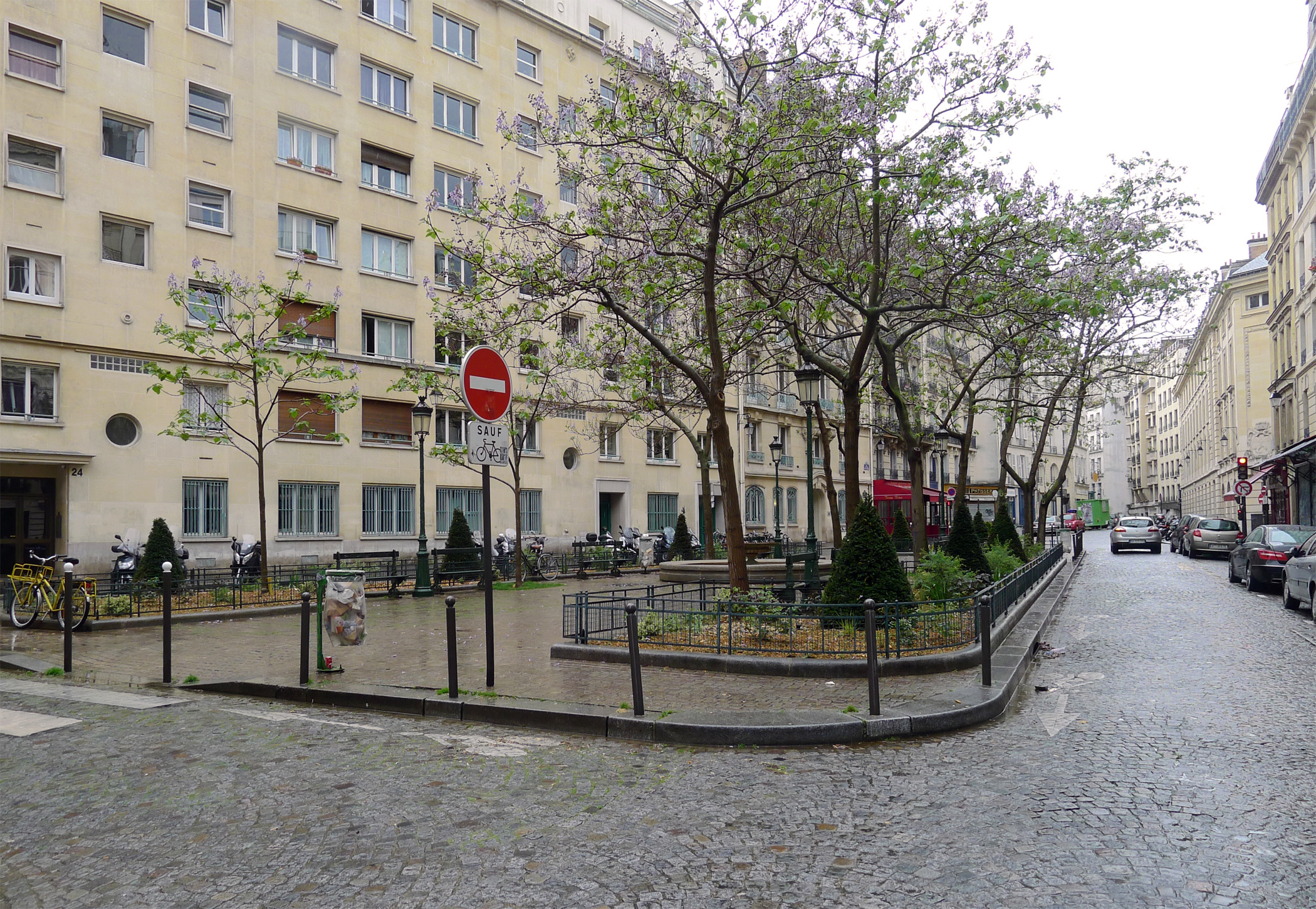
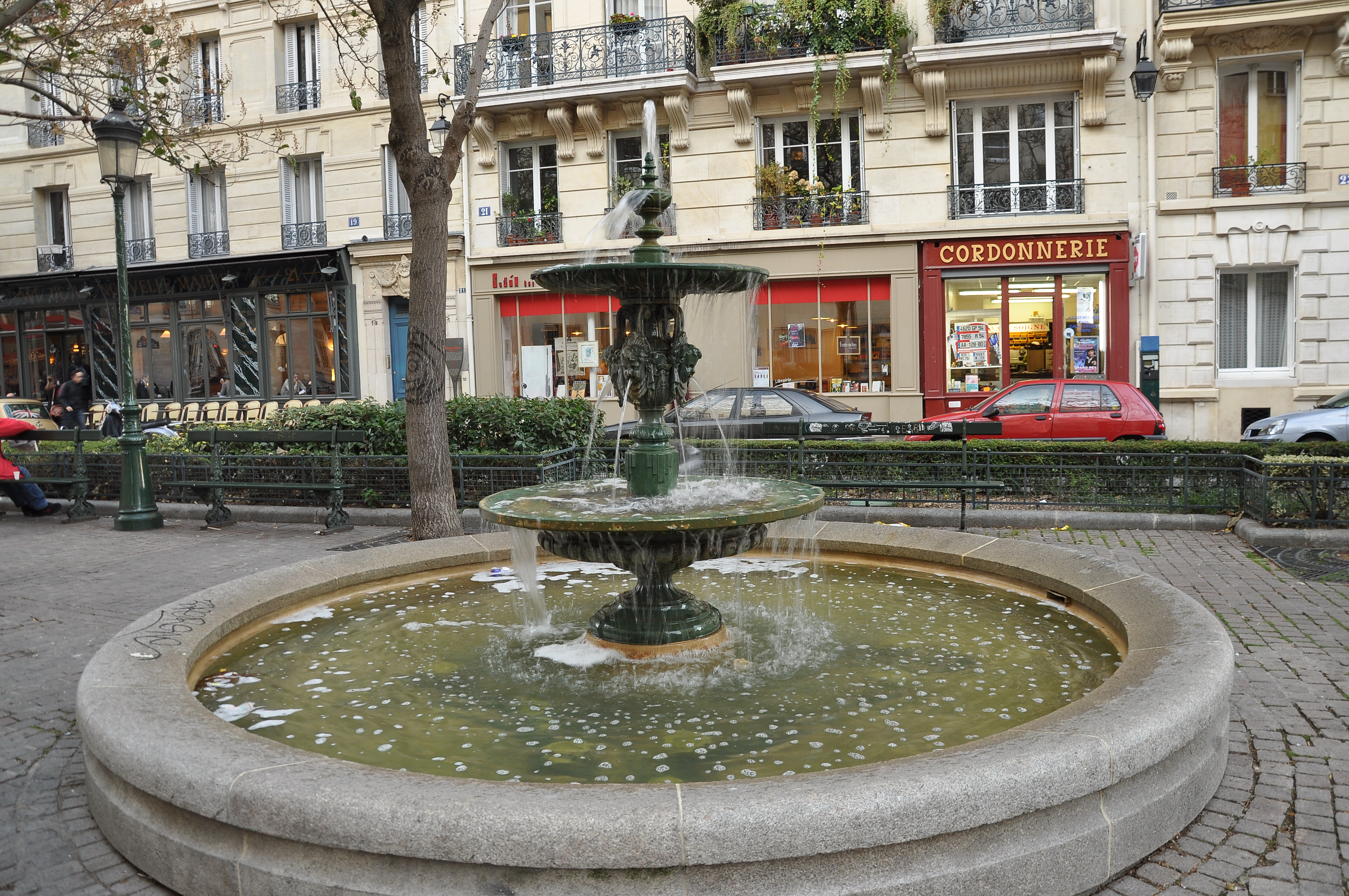

## 建筑

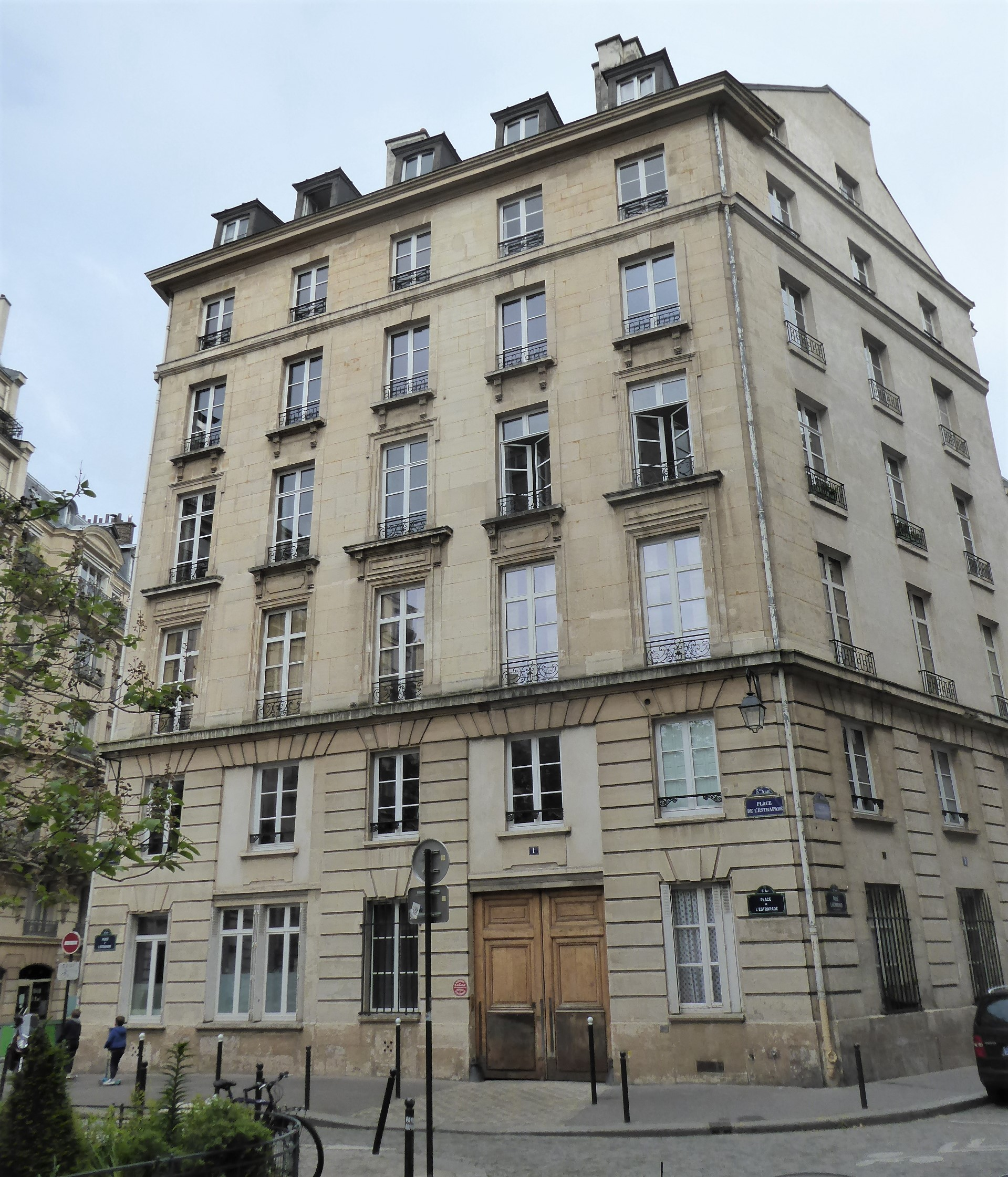

- 1号，Netflix劇集《艾蜜莉在巴黎》主角艾蜜莉的住處
- 广场中间有一个喷泉，和一个种植树木的空间。
- 15号，在法国大革命 和 第一帝国期间，曾为吊刑兵营（caserne de l'Estrapade），在广场重建期间被拆除。